# Breta
Brette és un municipi francès situat al departament de la Droma i a la regió d'Alvèrnia-Roine-Alps. L'any 2007 tenia 31 habitants.

## Demografia

### Població
El 2007 la població de fet de Brette era de 31 persones. Hi havia 12 famílies de les quals 8 eren parelles sense fills i 4 parelles amb fills.
La població ha evolucionat segons el següent gràfic:
Habitants censats

### Habitatges
El 2007 hi havia 36 habitatges, 12 eren l'habitatge principal de la família, 21 eren segones residències i 3 estaven desocupats. 35 eren cases i 1 era un apartament. Dels 12 habitatges principals, 11 estaven ocupats pels seus propietaris i 1 estava llogat i ocupat pels llogaters; 2 tenien dues cambres, 1 en tenia tres, 3 en tenien quatre i 6 en tenien cinc o més. 11 habitatges disposaven pel capbaix d'una plaça de pàrquing. A 6 habitatges hi havia un automòbil i a 4 n'hi havia dos o més.

## Economia
El 2007 la població en edat de treballar era de 16 persones, 15 eren actives i 1 inactiva. Les 15 persones actives estaven ocupades(8 homes i 7 dones).. L'única persona inactiva estava jubilada.
Activitats econòmiques
Dels 3 establiments que hi havia el 2007, 1 era d'una empresa de comerç i reparació d'automòbils, 1 d'una empresa d'hostatgeria i restauració i 1 d'una empresa de serveis.
L'any 2000 a Brette hi havia 6 explotacions agrícoles.

## Poblacions més properes
El següent diagrama mostra les poblacions més properes.